# Підводні човни типу «Баракуда» (США)
| ПЧ типу «Баракуда (1951)»                      | ПЧ типу «Баракуда (1951)»                          | ПЧ типу «Баракуда (1951)»                          |
| ---------------------------------------------- | -------------------------------------------------- | -------------------------------------------------- |
| United States Barracuda-class submarine (1951) |                                                    |                                                    |
|                                                |                                                    |                                                    |
| Човен “Bass (SSK-2)”                           |                                                    |                                                    |
| Під прапором                                   | США                                                | США                                                |
| Спуск на воду                                  | 1949—1951 рр (3 човни)                             | 1949—1951 рр (3 човни)                             |
| Виведений зі складу флоту                      | 1959 р                                             | 1959 р                                             |
| Сучасний статус                                | утилізовані                                        | утилізовані                                        |
| Проєкт                                         |                                                    |                                                    |
| Розробник проєкту                              | Electric Boat, Mare Island Naval Shipyard.         | Electric Boat, Mare Island Naval Shipyard.         |
| Основні характеристики                         |                                                    |                                                    |
| Швидкість (надводна)                           | 13 вузлів (24 км/год)                              | 13 вузлів (24 км/год)                              |
| Швидкість (підводна)                           | 8,5 вузлів (15,7 км/год)                           | 8,5 вузлів (15,7 км/год)                           |
| Гранична глибина занурення                     | 120 м                                              | 120 м                                              |
| Автономність плавання                          | 75 днів (20 000 км ходу)                           | 75 днів (20 000 км ходу)                           |
| Екіпаж                                         | 37 осіб                                            | 37 осіб                                            |
| Розміри                                        |                                                    |                                                    |
| Довжина найбільша (по КВЛ)                     | 59,77 м                                            | 59,77 м                                            |
| Ширина корпусу найб.                           | 4,49 м                                             | 4,49 м                                             |
| Середня осадка (по КВЛ)                        | 4,39 м                                             | 4,39 м                                             |
| Озброєння                                      |                                                    |                                                    |
| Торпедно- мінне озброєння                      | 4 носових ТА калібру 21 дюймів — 533 мм, 12 торпед | 4 носових ТА калібру 21 дюймів — 533 мм, 12 торпед |

Підводні човни типу «Баракуда» — серія із трьох експериментальних підводних човнів ВМС США, котрі були вдосконаленим варіантом  човнів типу «Тенч». Несли службу у 1951—1959 рр. Були першим повоєнними типом підводних човнів США. Використовувалися для випробування низькочастотного пасивного гідролокатора BQR-4.

## Історія
Через великі розміри гідролокатора, розміщеного в носовій частині човна, довелося встановлювати торпедні апарати під кутом і значно їх перемістити назад. Також тип «Барракуда» були розроблені, щоб випробовувати можливість будувати менші за розмірами човни від тоді сучасних, для спрощення проєктування й будівництва. Було сподівання, що це дозволить їм бути дешевшими у масовому виробництві і вважалося що вони будуть необхідні для боротьби зі зростаючою потугою радянського підводного флоту. Вважалося також, що це дозволить верфям без досвіду у будівництві підводних човнів зможуть їх також будувати у разі необхідності. Але, як й інші спроби побудувати менші човни, і цей експеримент провалився. Гідролокатор, виявилося прийнятним для флоту.

## Представники
| Назва                 | Завод                      | Закладений | Спущений на воду | Переданий флоту | Завершення служби | Утилізований |
| --------------------- | -------------------------- | ---------- | ---------------- | --------------- | ----------------- | ------------ |
| USS Barracuda (SSK-1) | Electric Boat              | 1.07.1949  | 2.03.1951        | 10.11.1951      | 15.08.1959        | 1.10.1973    |
| USS Bass (SSK-2)      | Mare Island Naval Shipyard | 23.02.1950 | 2.05.1951        | 16.11.1951      | 1.10.1959         | 1.04.1965    |
| USS Bonita (SSK-3)    | Mare Island Naval Shipyard | 19.05.1950 | 21.06.1951       | 11.02.1952      | 7.11.1958         | 17.11.1966   |